# Дайана Найэд (фильм)
«Дайана Найэд» (англ. Nyad) — американский биографический спортивный драматический фильм 2023 года, снятый Элизабет Чай Васархели и Джимми Чином по сценарию Джулии Кокс. В главных ролях Аннетт Бенинг, Джоди Фостер и Рис Иванс. Этот фильм является режиссерским дебютом Васархели и Чина и основан на автобиографии Найэд «Найди путь» (англ. Find a Way).
Мировая премьера фильма состоялась на 50-м кинофестивале в Теллурайде 1 сентября 2023 года. Он был выпущен в ограниченный прокат 20 октября 2023 года, а с 3 ноября стал транслироваться на Netflix. За свои роли Бенинг и Фостер были номинированы на «Оскар».

## Сюжет
История спортсменки Дайаны Найэд, которая в возрасте 60 лет с помощью своего лучшего друга и тренера Бонни Столл решает осуществить свою мечту всей жизни: проплыть 110 миль в открытом океане от Кубы до Флориды.

## В ролях
- Аннетт Бенинг — Дайана Найэд
- Джоди Фостер — Бонни Столл
- Рис Иванс — Джон Бартлетт
- Карли Ротенберг — Ди Брейди
- Джина И — Анхела Янагихара
- Люк Косгроув — Люк Типпл
- Эрик Т. Миллер — Джек Нельсон
- Гарланд Скотт — Джон Роуз

## Восприятие
На сайте-агрегаторе рецензий Rotten Tomatoes 85 % из 134 рецензий критиков положительны со средней оценкой 6,9/10. По мнению веб-сайта, «Дайана Найэд» — это воодушевляющий биографический фильм о спорте, но именно выдающаяся игра Аннетт Бенинг и Джоди Фостер действительно удерживает эту картину на плаву.
Автор Rolling Stone Дэвид Фир положительно оценил игру Бенинг и Фостер, но при этом отметил, что «этот биографический зачастую фильм топчется на месте». Егор Козкин (Film.ru) оценил фильм на 5 баллов из 10. По его мнению, «возможно, время байопиков действительно вышло — их мантры кажутся устаревшими, существующими вне контекста, застывшими во времени. Реальность продолжает стучаться во все двери, эскапизм бессилен, Найэд продолжает плыть».

## Награды и номинации
| Премия                         | Категория                         | Номинант      | Результат |
| ------------------------------ | --------------------------------- | ------------- | --------- |
| «Оскар»                        | Лучшая женская роль               | Аннетт Бенинг | Номинация |
| «Оскар»                        | Лучшая женская роль второго плана | Джоди Фостер  | Номинация |
| «Золотой глобус»               | Лучшая женская роль — драма       | Аннетт Бенинг | Номинация |
| «Золотой глобус»               | Лучшая женская роль второго плана | Джоди Фостер  | Номинация |
| «Выбор критиков»               | Лучшая женская роль второго плана | Джоди Фостер  | Номинация |
| Премия Гильдии киноактёров США | Лучшая женская роль               | Аннетт Бенинг | Ожидается |
| Премия Гильдии киноактёров США | Лучшая женская роль второго плана | Джоди Фостер  | Ожидается |